# 阿曼·貝里索
阿曼·貝里索·尚庫勒（英語：Amane Beriso Shankule，1991年10月13日—）是一名衣索比亞長跑運動員。在2022年，她將馬拉松個人最佳成績提前了將近六分鐘，並同時贏得了2022年瓦倫西亞馬拉松比賽，名列世界歷史最佳成績第三名。貝里索在2023年波士頓馬拉松比賽中獲得第二名。

## 生涯
阿曼·貝里索於2014年贏得當年的哥本哈根半程馬拉松比賽。2015年，她以23歲的年齡在羅馬-奧斯蒂亞半程馬拉松比賽中以1小時8分43秒的成績創下了非官方的個人最佳紀錄。2016年，她首次參加全程馬拉松，在杜拜馬拉松的比賽中以2小時20分48秒的成績獲得第二名，並在2017年的布拉格國際馬拉松中以2小時22分15秒維持了同樣的成績。
在2017年布拉格馬拉松比賽後，貝里索開始受到腿部和膝蓋的傷病並需要療養。雖然她在2020年以2小時24分51秒的成績贏得孟買馬拉松的冠軍，但在2022年前一直未能完全康復至先前的狀態。
2022年8月，她在墨西哥城馬拉松比賽中爬到了海拔7000英尺（約2133公尺）高的地方，以2小時25分05秒的成績贏得冠軍。同年12月4日，她以31歲之姿跑出了2小時14分58秒，在瓦倫西亞馬拉松中取得一場重大勝利，將其在2016年創下的個人最佳成績提前了5分50秒，並同時創下該場馬拉松的紀錄和衣索比亞的國家紀錄，躍居世界排行第三。她成為世界上第三位能跑出2小時15分00秒以下成績的女性選手，貝里索的教練表示如果陪跑選手在36公里處的標誌後和她伴跑，她也許就有機會能超越2小時14分04秒的世界紀錄。
2023年4月，貝里索在波士頓馬拉松比賽中以2小時21分50秒的成績獲得第二名，落後於當次冠軍海伦·奥桑多·奥比里12秒。

## 賽事紀錄
| 年   | 賽事               | 舉辦城市             | 名次 | 記錄          |
| ---- | ------------------ | -------------------- | ---- | ------------- |
| 2015 | 華沙半程馬拉松     | 波蘭華沙             | 冠軍 | 1小時10分54秒 |
| 2016 | 杜拜馬拉松         | 阿拉伯联合酋长国杜拜 | 亞軍 | 2小時20分48秒 |
| 2017 | 布拉格國際馬拉松   | 捷克布拉格           | 亞軍 | 2小時22分15秒 |
| 2020 | 孟買馬拉松         | 印度孟買             | 冠軍 | 2小時24分51秒 |
| 2022 | 墨西哥城馬拉松比賽 | 墨西哥墨西哥城       | 冠軍 | 2小時25分05秒 |
| 2022 | 瓦倫西亞馬拉松     | 西班牙瓦倫西亞       | 冠軍 | 2小時14分58秒 |
| 2023 | 波士頓馬拉松       | 美國波士頓           | 亞軍 | 2小時21分50秒 |

## 個人紀錄
- 10公里：32分52秒（2015年朗格）
- 半程馬拉松：1小時10分54秒（2015年華沙）
- 馬拉松：2小時14分58秒（2022年瓦倫西亞，世界紀錄女子第三快）[6]

## 外部連結
- 阿曼·貝里索在的頁面